# Parafia Najświętszej Maryi Panny Królowej Polski w Stróżach
Parafia Najświętszej Maryi Panny Królowej Polski w Stróżach – rzymskokatolicka parafia znajdująca się w diecezji tarnowskiej w dekanacie grybowskim.
Proboszczem Stróż od roku 2024 jest ks. Bogdan Więcek. Ponadto w parafii pracuje jeden wikariusz – ks. Tomasz Garwol (od roku 2019).

## Historia
Budowę kościoła w Stróżach rozpoczęto w 1917 według projektu Adolfa Juliusza Stapfa. Kościół wybudowany w stylu neogotyckim konsekrował 31 maja 1930 r. bp Leona Wałęgę. 
Parafię erygowano decyzją biskupa tarnowskiego Leona Wałęgi 22 listopada 1928. Dotychczas wierni ze Stróż należeli do parafii św. Stanisława Biskupa i Męczennika w Wilczyskach.
Kościół parafialny przeszedł gruntowną renowację na przełomie lat 60. i 70. XX. 12 marca 2011 roku rozpoczęto rozbudowę, powiększenie kościoła z powodu niewystarczającej powierzchni kościoła oraz zwiększenia liczby parafian, trwała ona w latach 2011–2018 wg projektu Mirosława Trzupka. 8 września 1920 r. dokonano poświęcenia kamienia węgielnego, nowy kamień węgielny (pochodzący z fundamentów klasztoru na Jasnej Górze) wmurował w rozbudowaną świątynię bp tarnowski Andrzej Jeż 5 października 2014 r.
Pierwsze dzwony do kościoła zakupiono przed II wojną światową w Odlewni dzwonów Karola Schwabe. Zakupione dzwony otrzymały imiona: Piotr (800 kg), Maria (500 kg), Antoni (200kg). W 1941 r. dzwony zostały zarekwirowane przez okupanta niemieckiego na cele wojenne. Nowe dzwony dla parafii zakupiono w 1973 w odlewni dzwonów Jana Felczyńskiego w Przemyślu, to dzwony które znajdują się obecnie na wieży kościoła: Maryja Królowa Polski (700kg), Józef-Stanisław-Paweł (350 kg), Anioł Stróż (220 kg).

## Proboszczowie[9]
- ks. Władysław Kantor (1924–1928) rektor
- ks. Władysław Kantor (1928–1935)
- ks. Adolf Boratyński (1935–1967)
- ks. Stefan Biesiadecki (1967–1973)
- ks. Michał  Siewierski (1973–1977)
- ks. Zdzisław Postawa (1977) nominat
- ks. kan. Jan Niemiec (1977–2009)
- ks. Józef Jasiurkowski (2002–2008)
- ks. Stanisław Betlej (2008–2024)
- ks. Bogdan Więcek (2024 - nadal)[9]

## Stowarzyszenia i grupy religijne działające przy parafii
- Akcja Katolicka
- Caritas Parafialna
- Dziewczęca Służba Maryjna (DSM)
- Grupa Modlitewna Św. Ojca Pio
- Kameralny Chór Parafialny "Tu Domine"
- Liturgiczna Służba Ołtarza
- Ognisko Misyjne Dzieci
- Róże różańcowe
- Schola Muzyczna przy parafii
- Szafarze Nadzwyczajni Eucharystii